# Мюллер, Иоганн Готтверт
Иоганн Готтверт Мюллер (нем. Johann Gottwerth Müller, часто называемый нем. Müller von Itzehoe (1743—1828)) — немецкий романист.
Один из популярнейших писателей конца XVIII — начала XIX века.
Публика зачитывалась его „Siegfried von Lindenberg“ (1779, последнее изд. 1830) и „Komische Romane aus den Papieren des braunen Mannes“ (1784—1791). Мюллер писал по образцу Смоллета и Филдинга; он описывает обыденные явления хотя и правдиво, но плоско, смеша не внутренним юмором, а комизмом положений.